# Boerum Hill

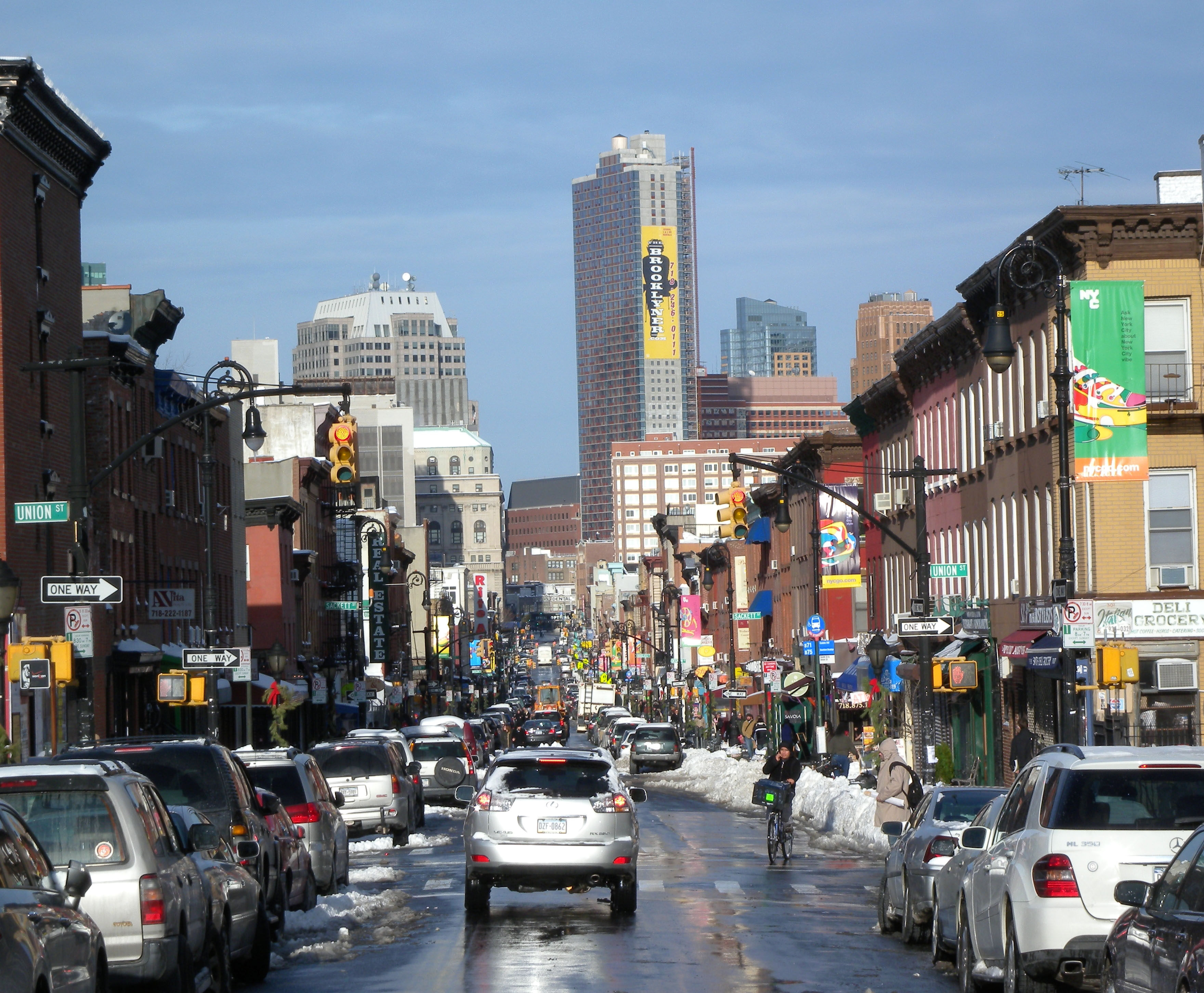
Smith Street mit Blick auf Downtown Brooklyn

Boerum Hill ist ein kleiner Stadtteil im Stadtbezirk Brooklyn in New York City, USA.
Im Viertel lebten 2020 laut US-Census auf einer Fläche von knapp 0,7 km² (70 ha) 15.449 Einwohner. Boerum Hill ist Teil des Brooklyn Community District 2 und gehört zum 84. Bezirk des New Yorker Polizeidepartements.

## Lage
Boerum Hill liegt im Nordwesten von Brooklyn südlich von Downtown Brooklyn und wird im Wesentlichen im Norden von der Schermerhorn Street, im Osten von der 4th Avenue, im Süden von der Warren Street und Wyckoff Street und im Westen von der Court Street begrenzt. Benachbarte Stadtteile sind Brooklyn Heights im Nordwesten, Downtown Brooklyn im Norden, Park Slope im Osten, Gowanus im Süden und Cobble Hill im Westen.

## Beschreibung
Boerum Hill ist überwiegend ein Wohnviertel mit baumgesäumten Straßen, Stadtvillen und Brownstone-Reihenhäusern, die eine dörfliche Atmosphäre ausstrahlen. Die bedeutendsten Geschäftsstraßen sind die Smith Street und die Atlantic Avenue. Der Stadtteil ist bekannt für seine Boutiquen, Bars und Restaurants und beliebt bei jungen Familien und jungen Berufstätigen. Hier sind viele Künstler mit eigenen Kunstgalerien und weitere Kultureinrichtungen ansässig, die ein reichhaltiges kulturelles Angebot bieten, darunter das Roulette Intermedium. An der Dean Street und der Third Avenue befindet sich die Brooklyn High School of the Arts.
Boerum Hill ist nach der Farm der „Familie Boerum“ benannt, die sich hier während der niederländischen Kolonialzeit niederließ. Zwischen 1840 und 1870 wurden die meisten der dreistöckigen Reihenhäuser gebaut. Das 1973 anerkannte Boerum Hill Historic District wurde 1983 in das National Register of Historic Places aufgenommen. Viele seiner Gebäude sind denkmalgeschützt. Bis um 2000 wurde der Stadtteil überwiegend von Arbeiterfamilien und der Mittelschicht bewohnt. Durch Gentrifizierung zog seitdem neben der Mittelschicht verstärkt die Oberschicht in das Viertel, was die Wohnimmobilienpreise steigen ließ, die mittlerweile die sechsthöchsten in New York City und die höchsten von allen Stadtvierteln außerhalb von Manhattan sind.

Ansichten von Boerum Hill
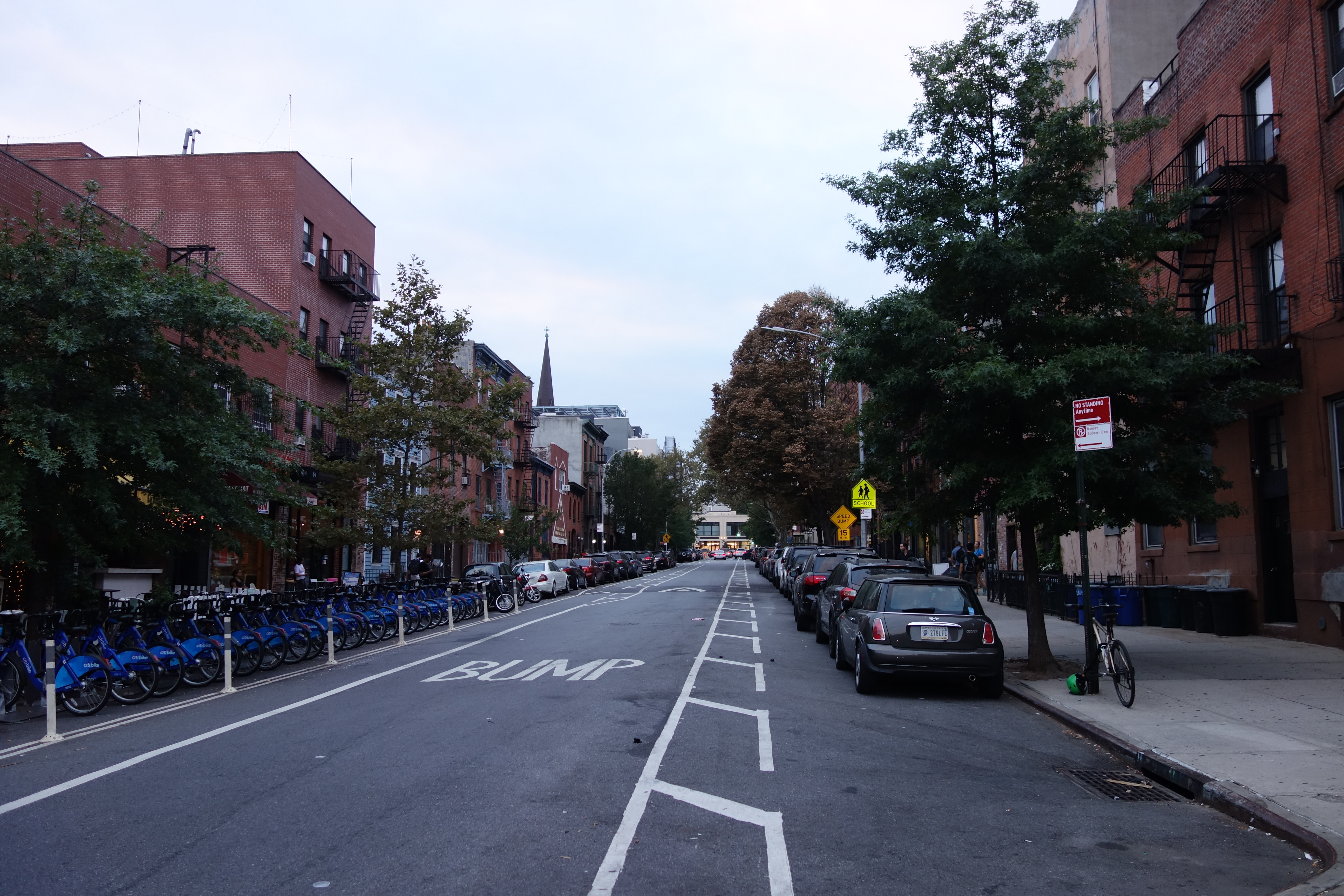
Bergen Street
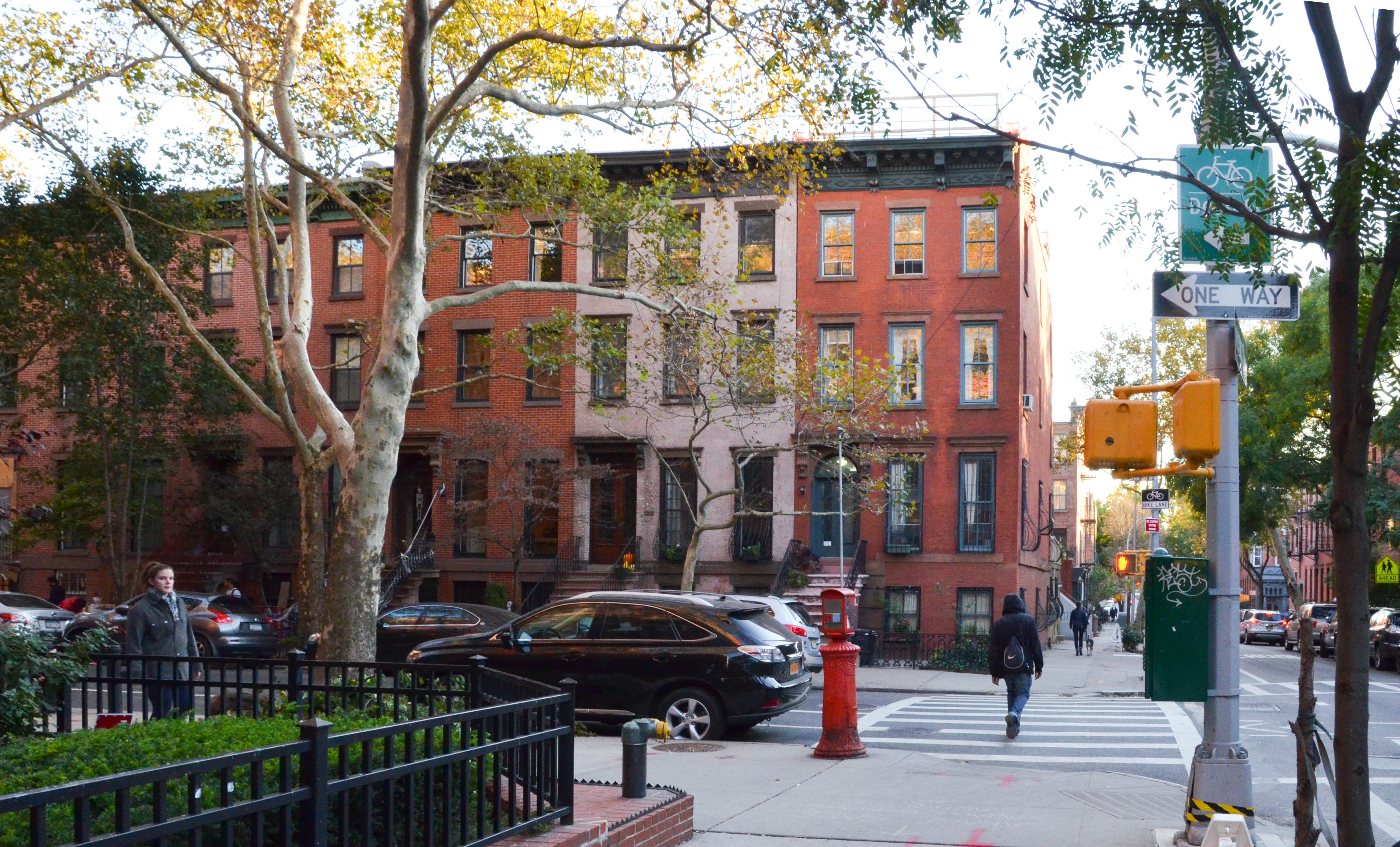
Reihenhäuser
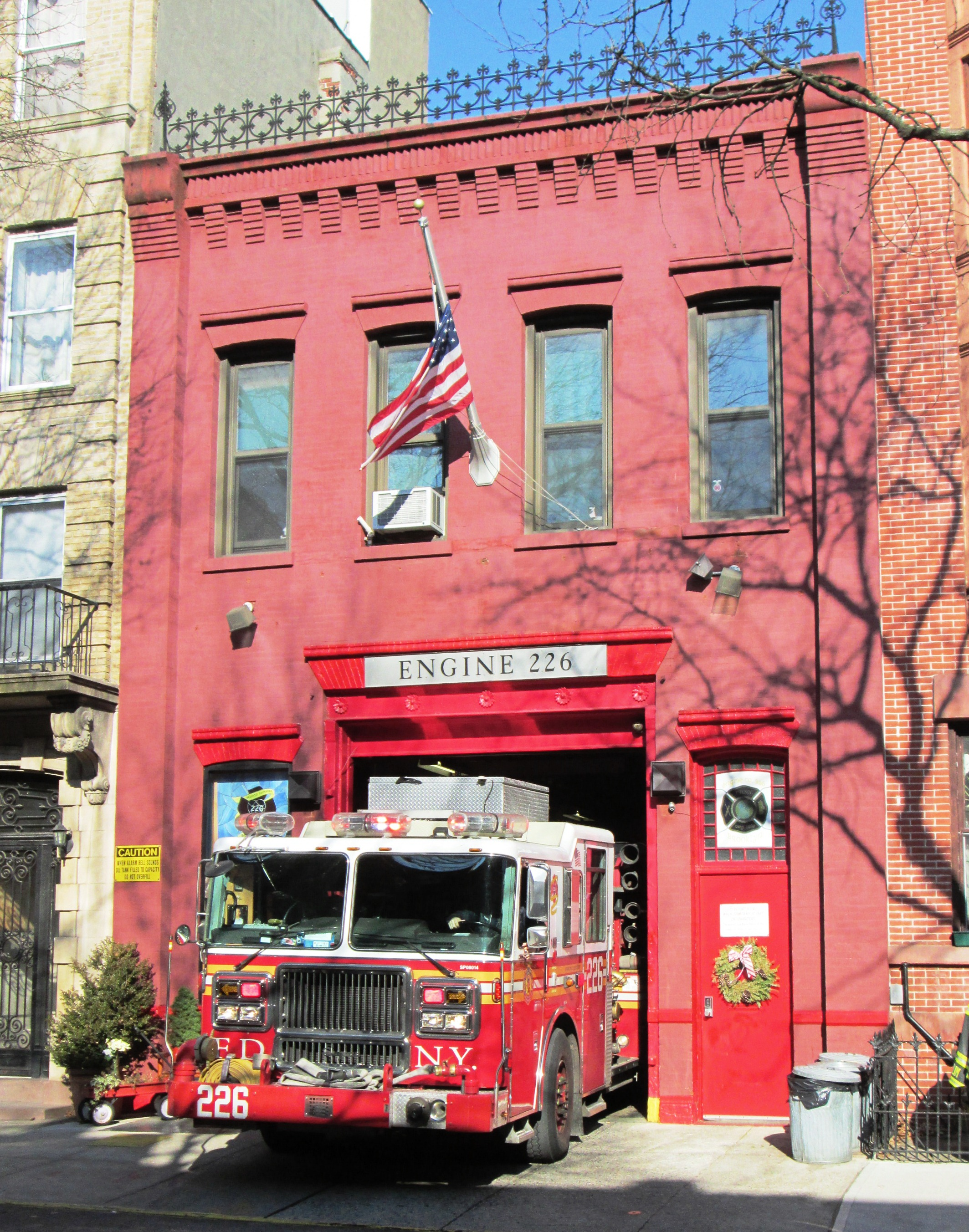
Fire station 226
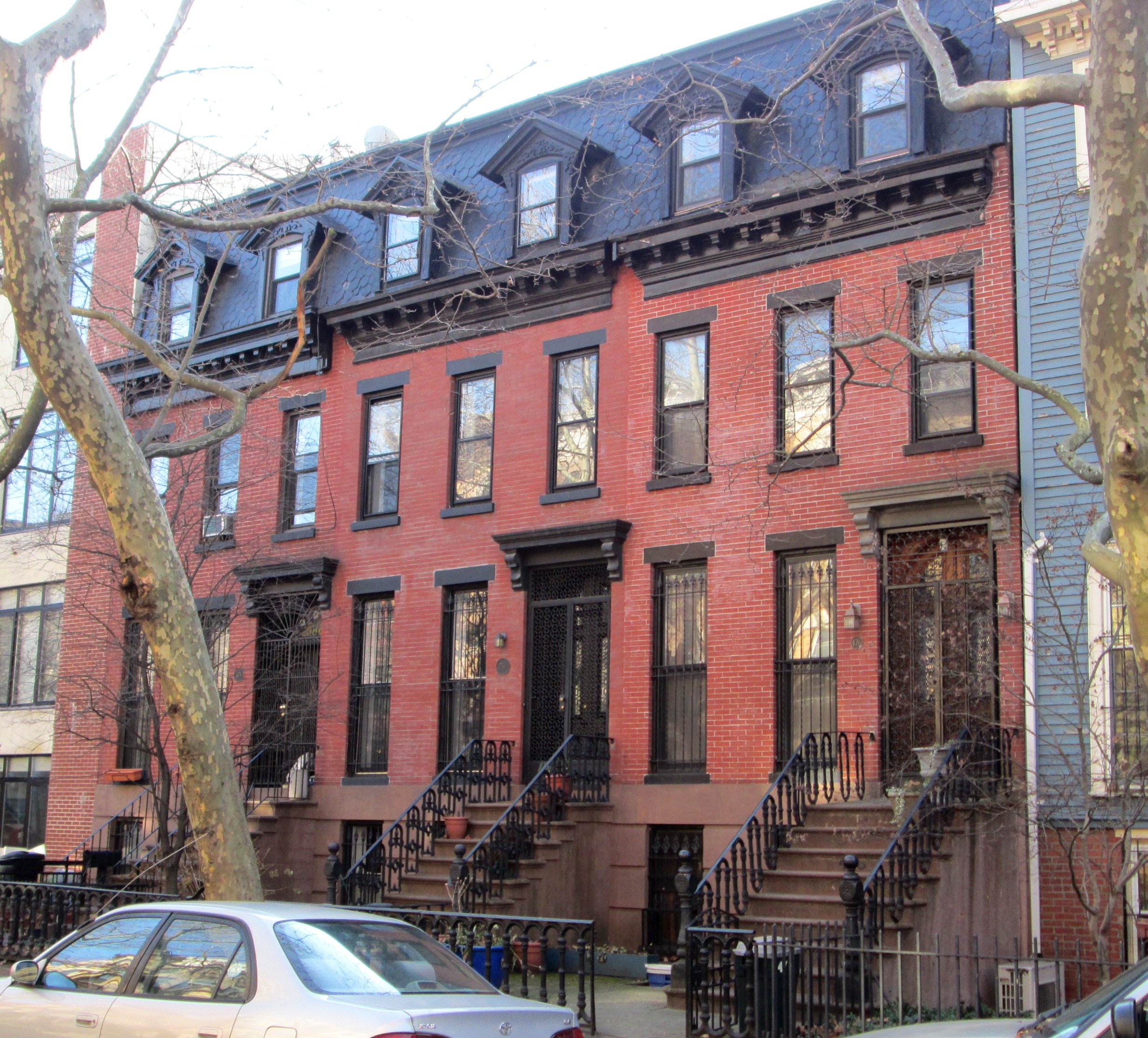
476–478 State Street
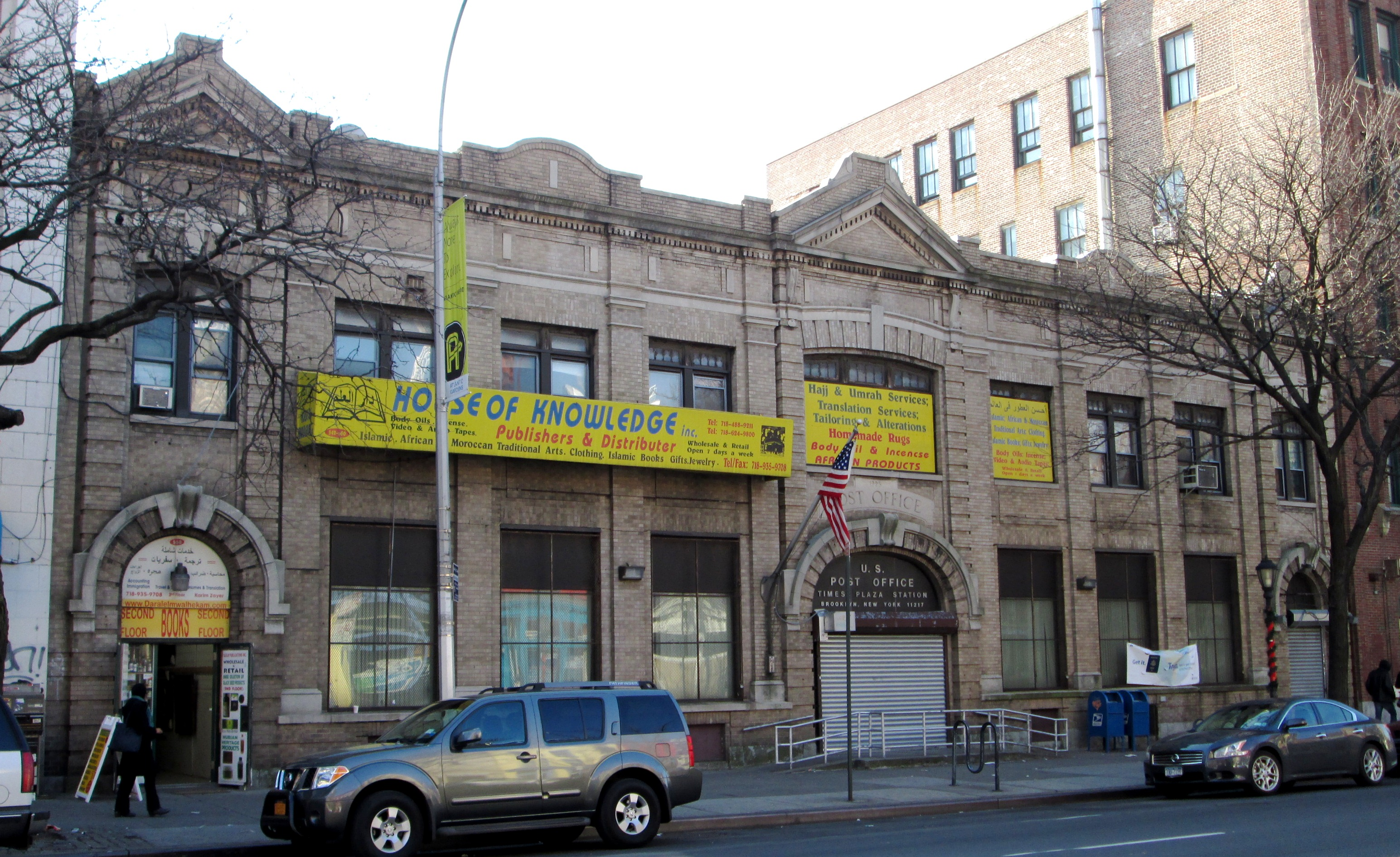
Postgebäude in der Atlantic Avenue

## Kultur
Boerum Hill bildet die Kulisse des Spielfilms Clockers von Spike Lee (1995). Das Viertel ist des Weiteren der Handlungsort für zwei von Jonathan Lethems Romanen: der Kriminalroman Motherless Brooklyn (1999) mit Schauplatz in der Bergen Street und The Fortress of Solitude (2002), deren Handlung hauptsächlich an einem Block in der Dean Street angesiedelt sind.

## Persönlichkeiten
In Boerum Hill wurden geboren, wuchsen auf und/oder lebten und leben eine Reihe von bekannten Persönlichkeiten (Auswahl):
- Jean-Michel Basquiat (1960–1988), Künstler
- Paul Dano (* 1984), Schauspieler
- Shaun Donovan (* 1966), Politiker, Bauminister im Kabinett des US-Präsidenten Barack Obama
- Ethan Hawke (* 1970), Schauspieler
- Zoe Kazan (* 1983), Schauspielerin
- Chuck Klosterman (* 1972), Schriftsteller
- Heath Ledger (1979–2008), Schauspieler
- Emily Mortimer (* 1971), Schauspielerin
- Alessandro Nivola (* 1972), Schauspieler
- Lynn Nottage (* 1964), Dramatikerin
- Sandra Oh (* 1971), Schauspielerin
- Joan Osborne (* 1962), Sängerin
- Merritt Wever (* 1980), Schauspielerin